# King the Land
King the Land (hangul: 킹더랜드) (bra: Sorriso Real) é uma série de televisão sul-coreana de 2023 estrelada por Lee Jun-ho e Im Yoon-ah. Foi ao ar na JTBC de 17 de junho a 6 de agosto de 2023, sendo exibida todos os sábados e domingos às 22h30 (KST), totalizando 16 episódios. Também está disponível em plataformas de setraming, como o TVING, na Coreia do Sul, e na Netflix, em regiões selecionadas.

## Sinopse
King the Land conta a história de Gu Won (Lee Jun-ho), que é o herdeiro do The King Group, um conglomerado de hotéis de luxo, e Cheon Sa-rang (Im Yoon-ah), uma funcionária de hotelaria animada e positiva, que passa a conhecer melhor Gu Won.

## Elenco

### Principal
- Lee Jun-ho como Gu Won[10]

O herdeiro e gerente geral do King Hotel.
- Im Yoon-ah como Cheon Sa-rang[10]

Hoteleira e a “rainha do sorriso” do King Hotel.

### De apoio

#### Pessoas ao redor de Gu Won
- Son Byong-ho como Gu Il-hoon[11]

Pai de Gu Won, presidente do King Group.
- Kim Seon-young como Gu Hwa-ran[12]

A meia-irmã mais velha de Gu Won e a filha mais velha de Il-hoon do King Group.
- Kim Dong-ha como Yoon Ji-hoo[13]

Filho de Hwa-ran.
- Ahn Se-ha como Noh Sang-sik[14]

Amigo e secretário de Gu Won.

#### Pessoas ao redor de Cheon Sa-rang
- Go Won-hee como Oh Pyung-hwa[15]

A melhor amiga de Sa-rang que é comissária de bordo da King Air.
- Kim Ga-eun como Kang Da-eul[16]

Amiga de Sa-rang e mãe, que trabalha na Alanga, uma rede de lojas afiliada ao King Group.
- Kim Young-ok como Cha Soon-hee[17]

Avó de Sa-rang.

#### Funcionários do King Group
- Kim Jae-won como Lee Ro-woon[14]

Um comissário de bordo da King Air que tem uma queda por Pyeong-Hwa.
- Gong Ye-ji como Kim Soo-mi[18]

A gerente do King Hotel. Ela não gostou de Sa-rang no início por causa de seus talentos e status.
- Kim Jung-min como Jeon Min-seo[18]

O gerente geral do King the Land, o VVIP Lounge do King Hotel.
- Choi Ji-hyun como Ha-na[18]

Uma funcionária do King the Land.
- Kim Chae-yun como Doo-ri[18]

Uma funcionária do King the Land.
- Lee Ho-seok como Se-ho[18]

Um funcionário do King the Land.
- Lee Ji-hye como Do Ra-hee[18]

Supervisora da Alanga, King Group Fashion.

#### Outros
- Choi Tae-hwan como Seo Chung-jae[13]

Marido de Da-eul.
- Lee Ye-joo como Seo Cho-rong[13]

A filha única de Da-eul.
- Jo Won-jo como Professor Yoon[13]

Marido de Hwa-ran.

### Participações especiais
- Nam Gi-ae como Han Mi-so (Ep. 14–16)[11]

A mãe de Gu Won.
- Ahn Woo-yeon como Gong Yoo-nam (Ep. 1–5)[19]

Ex-namorado de Sa-rang.
- Kim Sung-eun como comissária de bordo sênior da King Air (Ep. 1)[20]
- Lee Hye-sung como entrevistada para o cargo de novo hoteleiro (Ep. 1)[21]
- Kang Ki-doong como Choi Tae-man (Ep. 1)[22]
- Jin Seon-kyu como policial (Ep. 4)[23]
- Anupam Tripathi como Príncipe Samir (Ep. 7–8)[24]

## Trilha sonora

### Parte 1
| Lançado em 18 de junho de 2023 |                |                                   |                                   |                |         |  |
| N.º                            | Título         | Letras                            | Música                            | Artista        | Duração |  |
| 1.                             | "Yellow Light" | Humbler Kim Ah-hyun Lee Chang-woo | Humbler Kim Ah-hyun Lee Chang-woo | Gaho           | 3:30    |  |
| 2.                             | "Yellow Light" |                                   | Humbler Kim Ah-hyun Lee Chang-woo |                | 3:30    |  |
| Duração total:                 | Duração total: | Duração total:                    | Duração total:                    | Duração total: | 7:00    |  |

### Parte 2
| Lançado em 25 de junho de 2023 |                  |                     |                     |                |         |  |
| N.º                            | Título           | Letras              | Música              | Artista        | Duração |  |
| 1.                             | "Confess To You" | Park Jeong-jun Naiv | Park Jeong-jun Naiv | Lim Kim        | 3:08    |  |
| 2.                             | "Confess To You" |                     | Park Jeong-jun Naiv |                | 3:08    |  |
| Duração total:                 | Duração total:   | Duração total:      | Duração total:      | Duração total: | 6:16    |  |

### Parte 3
| Lançado em 2 de julho de 2023 |                |                     |                |                 |         |  |
| N.º                           | Título         | Letras              | Música         | Artista         | Duração |  |
| 1.                            | "Get To You"   | Kim Ah-hyun Humbler | Humbler        | Jung Seung-hwan | 3:27    |  |
| 2.                            | "Get To You"   |                     | Humbler        |                 | 3:27    |  |
| Duração total:                | Duração total: | Duração total:      | Duração total: | Duração total:  | 6:54    |  |

### Parte 4
| Lançado em 8 de julho de 2023 |                |                    |                    |                |         |  |
| N.º                           | Título         | Letras             | Música             | Artista        | Duração |  |
| 1.                            | "Dive"         | LuckyClover (Avec) | LuckyClover (Avec) | Kim Woo-jin    | 3:39    |  |
| 2.                            | "Dive"         |                    | LuckyClover (Avec) |                | 3:39    |  |
| Duração total:                | Duração total: | Duração total:     | Duração total:     | Duração total: | 7:18    |  |

### Parte 5
| Lançado em 9 de julho de 2023 |                |                |                                  |                |         |  |
| N.º                           | Título         | Letras         | Música                           | Artista        | Duração |  |
| 1.                            | "Keep Me Busy" | Sarah.J Glody  | Sarah.J Kim Min-cheol Earn Glody | Punch          | 3:32    |  |
| 2.                            | "Keep Me Busy" |                | Sarah.J Kim Min-cheol Earn Glody |                | 3:32    |  |
| Duração total:                | Duração total: | Duração total: | Duração total:                   | Duração total: | 7:04    |  |

### Parte 6
| Lançado em 15 de julho de 2023 |                |                |                |                |         |  |
| N.º                            | Título         | Letras         | Música         | Artista        | Duração |  |
| 1.                             | "You Are My"   | Lee Da-hee     | Lee Da-hee     | Hynn           | 3:02    |  |
| 2.                             | "You Are My"   |                | Lee Da-hee     |                | 3:02    |  |
| Duração total:                 | Duração total: | Duração total: | Duração total: | Duração total: | 6:04    |  |

### Parte 7
| Lançado em 16 de julho de 2023 |                |                |                   |                |         |  |
| N.º                            | Título         | Letras         | Música            | Artista        | Duração |  |
| 1.                             | "Fall in Love" | Yoda Charles   | Kim Se-jin Hyunki | Jeong Se-woon  | 3:28    |  |
| 2.                             | "Fall in Love" |                | Kim Se-jin Hyunki |                | 3:28    |  |
| Duração total:                 | Duração total: | Duração total: | Duração total:    | Duração total: | 6:56    |  |

### Parte 8
| Lançado em 23 de julho de 2023 |                |                            |                            |                |         |  |
| N.º                            | Título         | Letras                     | Música                     | Artista        | Duração |  |
| 1.                             | "Perhaps Love" | Kim Yeong-seong Seo Jae-ha | Kim Yeong-seong Seo Jae-ha | Minseo         | 3:54    |  |
| 2.                             | "Perhaps Love" |                            | Kim Yeong-seong Seo Jae-ha |                | 3:54    |  |
| Duração total:                 | Duração total: | Duração total:             | Duração total:             | Duração total: | 7:48    |  |

### Parte 9
| Lançado em 30 de julho de 2023 |                     |                |                              |                |         |  |
| N.º                            | Título              | Letras         | Música                       | Artista        | Duração |  |
| 1.                             | "Everyday With You" | Park Ho-kyung  | Park Ho-kyung Baek Chang-jae | KyoungSeo      | 2:50    |  |
| 2.                             | "Everyday With You" |                | Park Ho-kyung Baek Chang-jae |                | 2:50    |  |
| Duração total:                 | Duração total:      | Duração total: | Duração total:               | Duração total: | 5:40    |  |

## Recepção

### Audiência
| Temporada | Temporada | Ep. 1 | Ep. 2 | Ep. 3 | Ep. 4 | Ep. 5 | Ep. 6 | Ep. 7 | Ep. 8 | Ep. 9 | Ep. 10 | Ep. 11 | Ep. 12 | Ep. 13 | Ep. 14 | Ep. 15 | Ep. 16 | Ep. 17 |
| --------- | --------- | ----- | ----- | ----- | ----- | ----- | ----- | ----- | ----- | ----- | ------ | ------ | ------ | ------ | ------ | ------ | ------ | ------ |
|           | 1         | 1.119 | 1.835 | 2.039 | 2.331 | 2.273 | 2.909 | 2.521 | 2.985 | 2.571 | 2.616  | 2.179  | 2.588  | 2.318  | 2.496  | 2.777  | 3.404  | 2.435  |

| Ep. | Data de transmissão original | Parcela média de audiência (Nielsen Korea) | Parcela média de audiência (Nielsen Korea) |
| Ep. | Data de transmissão original | Nacional                                   | Seul                                       |
| --- | ---------------------------- | ------------------------------------------ | ------------------------------------------ |
| 1 | 17 de junho de 2023          | 5.075% (1º)                                | 5.344% (1º)                                |
| 2 | 18 de junho de 2023          | 7.544% (1º)                                | 8.255% (1º)                                |
| 3 | 24 de junho de 2023          | 9.145% (1º)                                | 10.671% (1º)                               |
| 4 | 25 de junho de 2023          | 9.645% (1º)                                | 10.003% (1º)                               |
| 5 | 1 de julho de 2023           | 9.672% (1st)                               | 10.590% (1st)                              |
| 6 | 2 de julho de 2023           | 12.017% (1º)                               | 12.607% (1º)                               |
| 7 | 8 de julho de 2023           | 10.607% (1º)                               | 11.496% (1º)                               |
| 8 | 9 de julho de 2023           | 12.317% (1º)                               | 13.427% (1º)                               |
| 9 | 15 de julho de 2023          | 10.196% (1º)                               | 11.174% (1º)                               |
| 10 | 16 de julho de 2023          | 11.303% (1º)                               | 12.351% (1º)                               |
| 11 | 22 de julho de 2023          | 9.003% (1º)                                | 10.062% (1º)                               |
| 12 | 23 de julho de 2023          | 10.977% (1º)                               | 11.552% (1º)                               |
| 13 | 29 de julho de 2023          | 9.388% (1º)                                | 9.506% (1º)                                |
| 14 | 30 de julho de 2023          | 10.651% (1º)                               | 10.965% (1º)                               |
| 15 | 5 de agosto de 2023          | 11.943% (1º)                               | 13.583% (1º)                               |
| 16 | 6 de agosto de 2023          | 13.789% (1º)                               | 14.534% (1º)                               |
| Média | Média                        | 10.205%                                    | 11.008%                                    |
| - Na tabela acima, os números em azul representam a audiência média mais baixa e os números em vermelho representam a audiência média mais alta. - Este drama foi ao ar em um canal a cabo/TV paga que normalmente tem uma audiência relativamente menor em comparação com a TV aberta/emissoras pública (KBS, SBS, MBC, e EBS). |                              |                                            |                                            |

### Prêmios e indicações
| Cerimônia de premiação                                 | Ano  | Categoria                             | Nomeado(s)/Trabalho(s)  | Resultado | Ref.   |
| ------------------------------------------------------ | ---- | ------------------------------------- | ----------------------- | --------- | ------ |
| Asia Artist Awards                                     | 2023 | Grande Prêmio (Daesang) – Ator do Ano | Lee Jun-ho              | Venceu    | [ 26 ] |
| Asia Artist Awards                                     | 2023 | Prêmio de Popularidade (Ator)         | Lee Jun-ho              | Venceu    | [ 26 ] |
| APAN Star Awards                                       | 2023 | Melhor Personagem                     | Lee Jun-ho              | Venceu    | [ 27 ] |
| APAN Star Awards                                       | 2023 | Melhor Casal                          | Lee Jun-ho e Im Yoon-ah | Venceu    | [ 27 ] |
| APAN Star Awards                                       | 2023 | Grande Prêmio (Daesang)               | Lee Jun-ho              | Venceu    | [ 27 ] |
| APAN Star Awards                                       | 2023 | Prêmio de Popularidade (Ator)         | Lee Jun-ho              | Venceu    | [ 27 ] |
| APAN Star Awards                                       | 2023 | Prêmio de Popularidade (Atriz)        | Im Yoon-ah              | Venceu    | [ 27 ] |
| Consumer Rights Day KCA Culture & Entertainment Awards | 2023 | Escolha do Espectador – Ator do Ano   | Im Yoon-ah              | Venceu    | [ 28 ] |
| Consumer Rights Day KCA Culture & Entertainment Awards | 2023 | Escolha do Espectador – Drama do Ano  | King the Land           | Venceu    | [ 28 ] |
| Fundex Awards                                          | 2023 | Grande Prêmio (Daesang)               | Lee Jun-ho              | Venceu    | [ 29 ] |
| Fundex Awards                                          | 2023 | Melhor Atriz de Excelência (Drama)    | Im Yoon-ah              | Venceu    | [ 29 ] |
| Korea Drama Awards                                     | 2023 | Melhor Ator Coadjuvante               | Ahn Se-ha               | Venceu    | [ 30 ] |

## Remake
Foi anunciado recentemente que King the Land teria uma adaptação para um drama turco. Nenhuma notícia sobre quais emissoras nem a data de exibição foram reveladas.